# Дэвис, Боб
Роберт Эдрис Дэвис (англ. Robert Edris Davies; 15 января 1920, Гаррисберг, штат Пенсильвания, США — 22 апреля 1990, Хилтон-Хед-Айленд, штат Южная Каролина, США) — американский профессиональный баскетболист, выступавший в Американской баскетбольной лиге и Национальной баскетбольной ассоциации. В сезоне 1950/51 в составе команды «Рочестер Роялз» стал чемпионом НБА. 11 апреля 1970 года введён в Зал славы баскетбола.

## Биография
Дэвис поступил в Университет Сетон-Холл в 1938 году на бейсбольную стипендию, однако тренер баскетбольной команды университета предложил сменить вид спорта на баскетбол. Боб никогда не набирал в среднем за игру более 11,8 очка, однако стал одним из лучших ассистентов. Его команда «Харрисбург Гудини» не проигрывала 43 игры подряд с 1939 по 1941 год. Большое количество людей приходило, чтобы посмотреть на его игру. Так в марте 1941 года 18 403 человека пришло в «Мэдисон-сквер-гарден», чтобы посмотреть финальный матч национального турнира.
Во время Второй мировой войны Дэвис вступил в военно-морские силы США, а по окончании войны вступил в команду «Рочестер Роялз» в которой оставался до конца езона 1954/55.
В 1946 году в составе «Роялз» он завоевал титул чемпиона НБЛ и был назван самым ценным игроком НБЛ сезона 1946/47. С 1949 по 1952 год он выбирался для участия в матчах всех звёзд НБА. За свои достижения, в 1971 году он был включен в состав NBA 25th Anniversary Team.
В сезоне 1946/47, кроме выступления за «Роялз», Дэвис тренировал команду Сетон-Холла с которой одержал 24 победы и 3 поражения. По окончании игровой карьеры он два сезона тренировал команду колледжа Геттисберга. За его заслуги номер 11, под которым он выступал в «Роялз», был закреплен за ним. Клуб «Сакраменто Кингз», правопреемник «Роялз», также не использует этот номер.
Окончив баскетбольную карьеру, он работал в компании «Converse».

## Статистика

### Статистика в НБА
| Сезон                                                                                    | Команда  | Регулярный сезон | Регулярный сезон | Регулярный сезон | Регулярный сезон | Регулярный сезон | Регулярный сезон | Регулярный сезон | Регулярный сезон | Регулярный сезон | Регулярный сезон | Регулярный сезон | Серия плей-офф | Серия плей-офф | Серия плей-офф | Серия плей-офф | Серия плей-офф | Серия плей-офф | Серия плей-офф | Серия плей-офф | Серия плей-офф | Серия плей-офф | Серия плей-офф |
| Сезон                                                                                    | Команда  | GP               | GS               | MPG              | FG%              | 3P%              | FT%              | RPG              | APG              | SPG              | BPG              | PPG              | GP             | GS             | MPG            | FG%            | 3P%            | FT%            | RPG            | APG            | SPG            | BPG            | PPG            |
| ---------------------------------------------------------------------------------------- | -------- | ---------------- | ---------------- | ---------------- | ---------------- | ---------------- | ---------------- | ---------------- | ---------------- | ---------------- | ---------------- | ---------------- | -------------- | -------------- | -------------- | -------------- | -------------- | -------------- | -------------- | -------------- | -------------- | -------------- | -------------- |
| 1948/49                                                                                  | Рочестер | 60               | -                | -                | 36,4             | -                | 77,6             | -                | 5,4              | -                | -                | 15,1             | 4              | -              | -              | 37,3           | -              | 76,9           | -              | 3,3            | -              | -              | 12,0           |
| 1949/50                                                                                  | Рочестер | 64               | -                | -                | 35,7             | -                | 75,2             | -                | 4,6              | -                | -                | 14,0             | 2              | -              | -              | 23,5           | -              | 87,5           | -              | 4,5            | -              | -              | 7,5            |
| 1950/51                                                                                  | Рочестер | 63               | -                | -                | 37,2             | -                | 79,5             | 3,1              | 4,6              | -                | -                | 15,2             | 14             | -              | -              | 33,8           | -              | 80,0           | 3,1            | 5,4            | -              | -              | 15,9           |
| 1951/52                                                                                  | Рочестер | 65               | -                | 36,8             | 38,3             | -                | 77,6             | 2,9              | 6,0              | -                | -                | 16,2             | 6              | -              | 38,8           | 40,2           | -              | 81,8           | 2,2            | 4,7            | -              | -              | 19,8           |
| 1952/53                                                                                  | Рочестер | 66               | -                | 33,6             | 38,5             | -                | 75,3             | 3,0              | 4,2              | -                | -                | 15,6             | 3              | -              | 30,3           | 20,7           | -              | 70,0           | 1,3            | 4,7            | -              | -              | 8,7            |
| 1953/54                                                                                  | Рочестер | 72               | -                | 29,7             | 37,1             | -                | 71,8             | 2,7              | 4,5              | -                | -                | 12,3             | 6              | -              | 28,7           | 32,7           | -              | 73,9           | 2,0            | 2,3            | -              | -              | 8,5            |
| 1954/55                                                                                  | Рочестер | 72               | -                | 26,0             | 41,5             | -                | 75,1             | 2,8              | 4,9              | -                | -                | 12,1             | 3              | -              | 25,0           | 33,3           | -              | 75,0           | 2,0            | 3,0            | -              | -              | 8,3            |
|                                                                                          | Всего    | 462              | -                | 31,3             | 37,8             | -                | 75,9             | 2,9              | 4,9              | -                | -                | 14,3             | 38             | -              | 31,7           | 34,1           | -              | 78,8           | 2,4            | 4,3            | -              | -              | 13,3           |
| Наведите курсор мыши на аббревиатуры в заголовке таблицы, чтобы прочесть их расшифровку. |          |                  |                  |                  |                  |                  |                  |                  |                  |                  |                  |                  |                |                |                |                |                |                |                |                |                |                |                |